# Marcoing
Marcoing est une commune française située dans le département du Nord, en région Hauts-de-France.
Ses habitants sont appelés les Marconiens.

## Géographie

### Localisation
Marcoing est située dans la région Hauts-de-France, dans le sud du département du Nord, à la frontière de quatre départements : le Nord, le Pas-de-Calais, l'Aisne et la Somme. À vol d'oiseau, la commune est à 7,8 km de Cambrai, 31,3 km de Saint-Quentin et  34,4 km d'Arras. La capitale régionale, Lille, est à 57,1 km.
|                   | Noyelles-sur-Escaut | Proville Rumilly-en-Cambrésis |
| Flesquières       | Marcoing            | Masnières                     |
| Ribécourt-la-Tour | Villers-Plouich     |                               |

### Géologie et relief, hydrographie

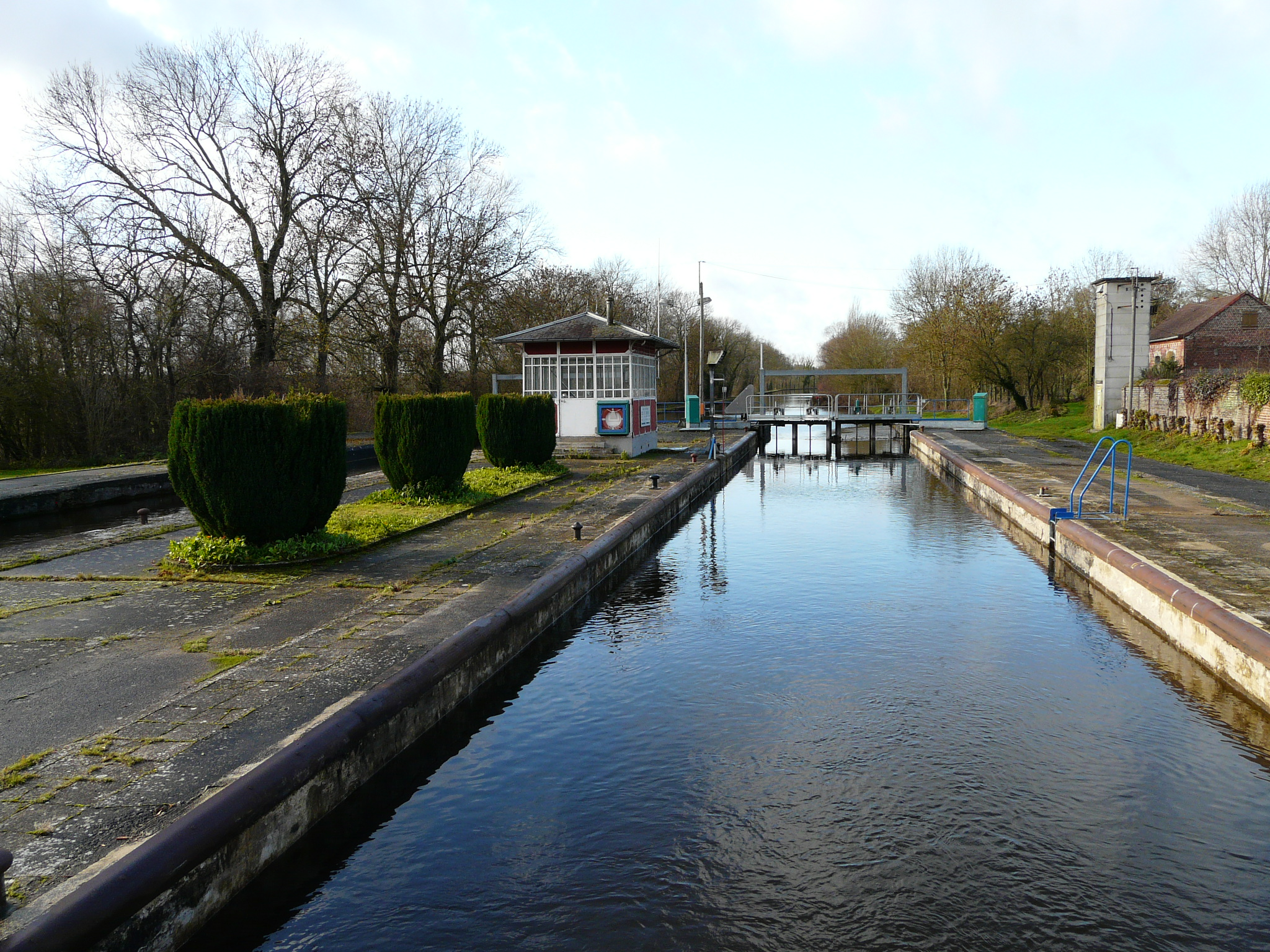
Le canal de Saint-Quentin à Marcoing

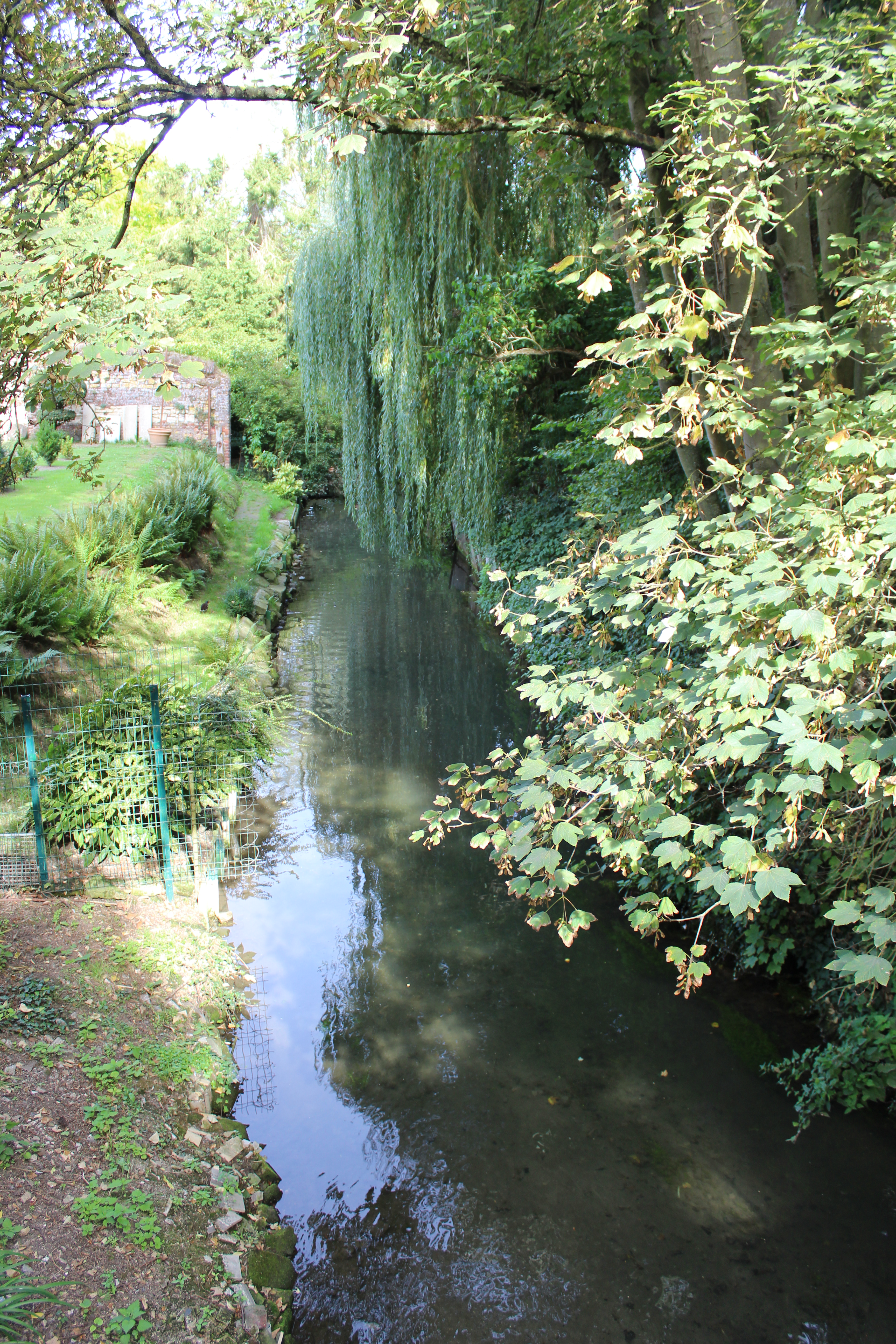
La rivière Eauette vue depuis le pont de la rue de la Mairie.

La commune est située dans la vallée de l'Escaut. L'Eauette et le "Riot" traversent le village avant de se jeter dans l'Escaut par la rive gauche.

### Hydrographie

#### Réseau hydrographique
La commune est située dans le bassin Artois-Picardie. Elle est drainée par la rivière Escaut, le canal de St-Quentin vers l'Escaut canalisée, le Riot, la rivière L'Eauette et un autre petit cours d'eau,.
La Rivière Escaut, d'une longueur de 30 km, prend sa source dans la commune de Honnecourt-sur-Escaut et se jette  dans l'Escaut canalisée à Neuville-Saint-Rémy, après avoir traversé 13 communes. 
Le canal de Saint-Quentin, long de 92,5 km, assure la jonction entre l'Oise, la Somme et l'Escaut et met en relation le Bassin parisien, le Nord de la France et la Belgique. 

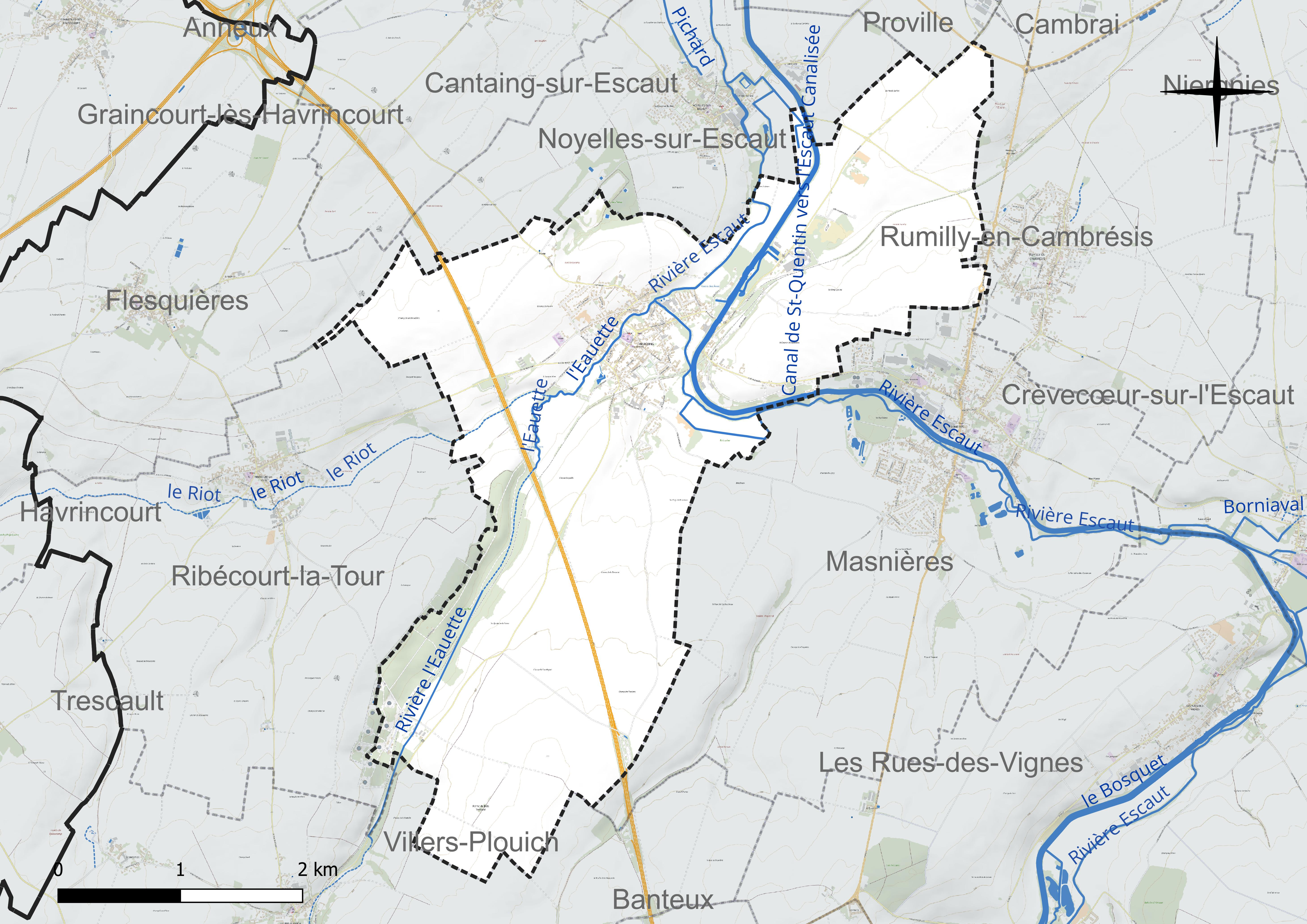
Réseau hydrographique de Marcoing.

#### Gestion et qualité des eaux
Le territoire communal est couvert par le schéma d'aménagement et de gestion des eaux (SAGE) « Escaut ». Ce document de planification concerne un territoire de 2 005 km2 de superficie, délimité par le bassin versant de l'Escaut. Le périmètre a été arrêté le 9 juin 2006 et le SAGE proprement dit a été approuvé le 13 juillet 2021. La structure porteuse de l'élaboration et de la mise en œuvre est le syndicat mixte Escaut et Affluents (SyMEA). 
La qualité des cours d'eau peut être consultée sur un site dédié géré par les agences de l'eau et l'Agence française pour la biodiversité. 

### Climat
Pour des articles plus généraux, voir Climat des Hauts-de-France et Climat du Nord.
En 2010, le climat de la commune est de type climat océanique dégradé des plaines du Centre et du Nord, selon une étude du CNRS s'appuyant sur une série de données couvrant la période 1971-2000. En 2020, Météo-France publie une typologie des climats de la France métropolitaine dans laquelle la commune est exposée à un climat océanique et est dans la région climatique  Nord-est du bassin Parisien, caractérisée par un ensoleillement médiocre, une pluviométrie moyenne régulièrement répartie au cours de l'année et un hiver froid (3 °C). 
Pour la période 1971-2000, la température annuelle moyenne est de 10,6 °C, avec une amplitude thermique annuelle de 14,9 °C. Le cumul annuel moyen de précipitations est de 690 mm, avec 12,5 jours de précipitations en janvier et 9,3 jours en juillet. Pour la période 1991-2020, la température moyenne annuelle observée sur la station météorologique la plus proche, située sur la commune de Douai à 29 km à vol d'oiseau, est de 11,0 °C et le cumul annuel moyen de précipitations est de 729,2 mm,. Pour l'avenir, les paramètres climatiques de la commune estimés pour 2050 selon différents scénarios d'émission de gaz à effet de serre sont consultables sur un site dédié publié par Météo-France en novembre 2022.

## Urbanisme

### Typologie
Au 1er janvier 2024, Marcoing est catégorisée bourg rural, selon la nouvelle grille communale de densité à sept niveaux définie par l'Insee en 2022.
Elle appartient à l'unité urbaine de Masnières, une agglomération intra-départementale regroupant trois  communes, dont elle est ville-centre,,. Par ailleurs la commune fait partie de l'aire d'attraction de Cambrai, dont elle est une commune de la couronne,. Cette aire, qui regroupe 64 communes, est catégorisée dans les aires de 50 000 à moins de 200 000 habitants,.

### Occupation des sols
L'occupation des sols de la commune, telle qu'elle ressort de la base de données européenne d'occupation biophysique des sols Corine Land Cover (CLC), est marquée par l'importance des territoires agricoles (85,6 % en 2018), une proportion sensiblement équivalente à celle de 1990 (85,7 %). La répartition détaillée en 2018 est la suivante : 
terres arables (79,2 %), zones urbanisées (8,3 %), forêts (6,2 %), prairies (4,2 %), zones agricoles hétérogènes (2,1 %). L'évolution de l'occupation des sols de la commune et de ses infrastructures peut être observée sur les différentes représentations cartographiques du territoire : la carte de Cassini (XVIIIe siècle), la carte d'état-major (1820-1866) et les cartes ou photos aériennes de l'IGN pour la période actuelle (1950 à aujourd'hui).

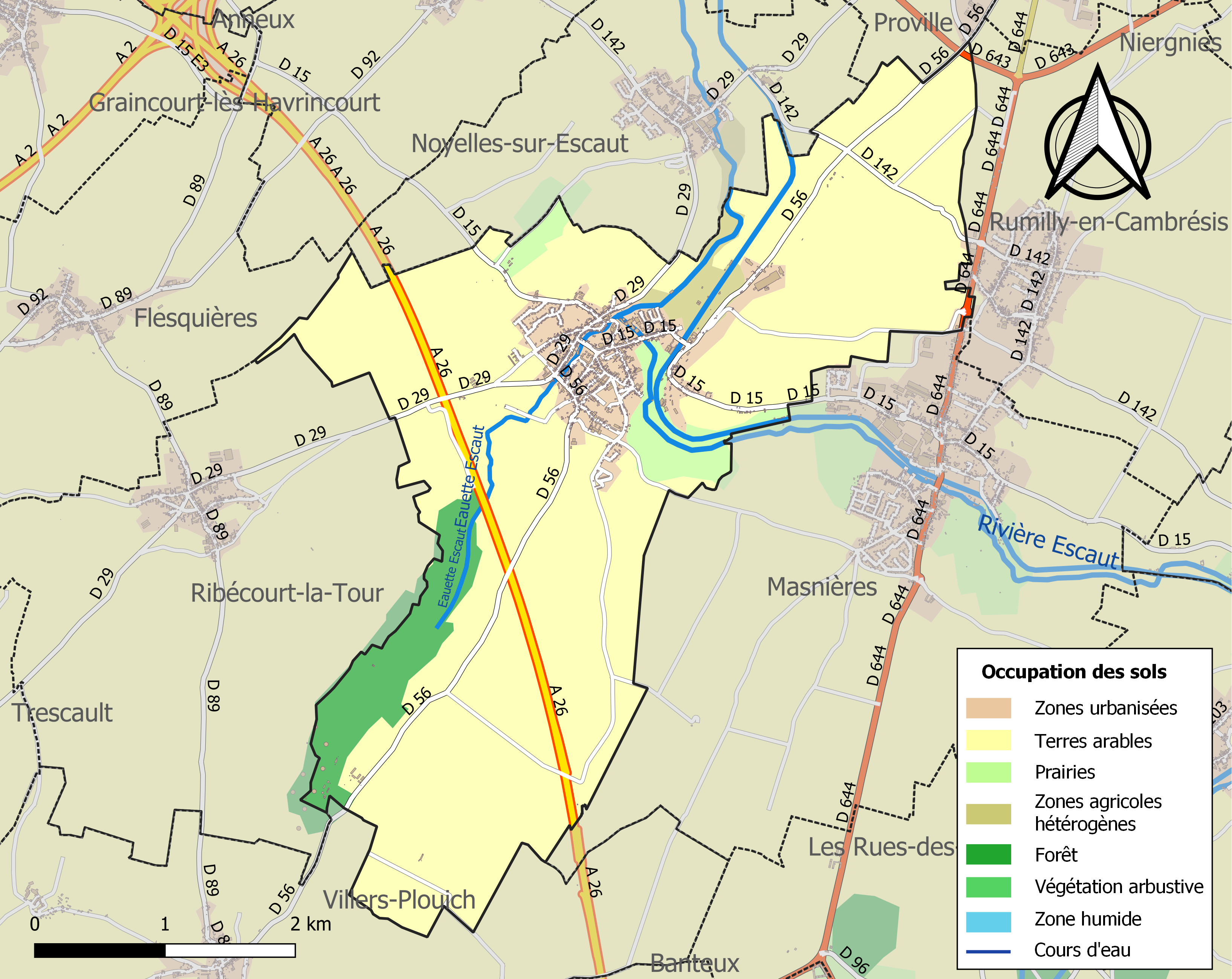
Carte des infrastructures et de l'occupation des sols de la commune en 2018 (CLC).

### Voies de communication et transport
La commune est au croisement des routes départementales D 15, D 29 et D 56. L'autoroute A26 Calais-Reims traverse le territoire communal, sans échangeur.
Marcoing est située sur la ligne ferroviaire de Saint-Just-en-Chaussée à Douai, désormais fermée au trafic voyageurs au sud de Cambrai. La gare SNCF la plus proche est à Cambrai.
Le canal de Saint-Quentin, inauguré en 1810, traverse la commune.
Marcoing est desservie par le réseau de transports urbains de la communauté d'agglomération de Cambrai appelé TUC (Transports Urbains du Cambrésis). La ligne 5 est la ligne structurante d'agglomération qui dessert Rumilly-en-Cambrésis, Masnières et Marcoing depuis le quartier Saint-Roch de Cambrai, en traversant toute la ville en ligne droite par la D644. La ligne dessert ces villes toutes les heures, toute l'année, de 7 h 0 à 18 h 0 dans les deux sens. Des passages supplémentaires sont également assurés à certains moments de la journée pour absorber les flux scolaires et de travailleurs par la ligne 14,. Enfin, la ligne S110 dessert le collège de secteur à Masnières. Cela fait de Marcoing l'une des communes de l'agglomération la mieux desservie, la rendant très attractive.

## Toponymie
Le village est mentionné entre les XIe et XIVe siècles sous les noms de Marcoing, Marconium, Marcoeng, Marcœngt, Marcon, Marcoien, Markoing, Marcungn, Marquoing. Selon Boniface la racine Marc- pourrait désigner une terre proche d'un marais, ou une « marche », une borne ou limite. Il s'agirait donc d'une « habitation près d'un marais » ou d'une « habitation de la limite ». Marcoing étant situé sur l'Escaut, zone à la fois inondable et frontière après le traité de Verdun, les deux explications semblent plausibles.

## Histoire
Marcoing était l'une des 12 pairies du Cambrésis. Son blasonnement était celui-ci : .
Le canal de Saint-Quentin, parallèle à l'Escaut, fut inauguré en 1810 par l'empereur Napoléon Ier et l'impératrice Marie-Louise d'Autriche. Il a connu un trafic intense jusqu'aux années 1960, notamment avant l'ouverture du canal du Nord en 1965, servant principalement au transport de charbon, de céréales et de sucre entre le Nord, la Belgique et Paris. En 1902 on décida la construction d'un port, qui fut ouvert au commerce en 1905, les travaux étant partagés pour moitié par la commune et par la Société anonyme française des amidonneries Hoffman. Durant la Première Guerre mondiale il fut occupé par les troupes allemandes et intégré, dès 1917, à la ligne Hindenburg. Les destructions sur le canal furent très importantes, mais son rôle économique étant vital, il fut remis en service dès 1919.
Le 16 novembre 1876 a lieu l'ouverture de la ligne ferroviaire d'Épehy à Cambrai, via Marcoing, sur une longueur de 23,428 km. Cette section de voie s'intègre à la ligne de Saint-Just-en-Chaussée à Douai.

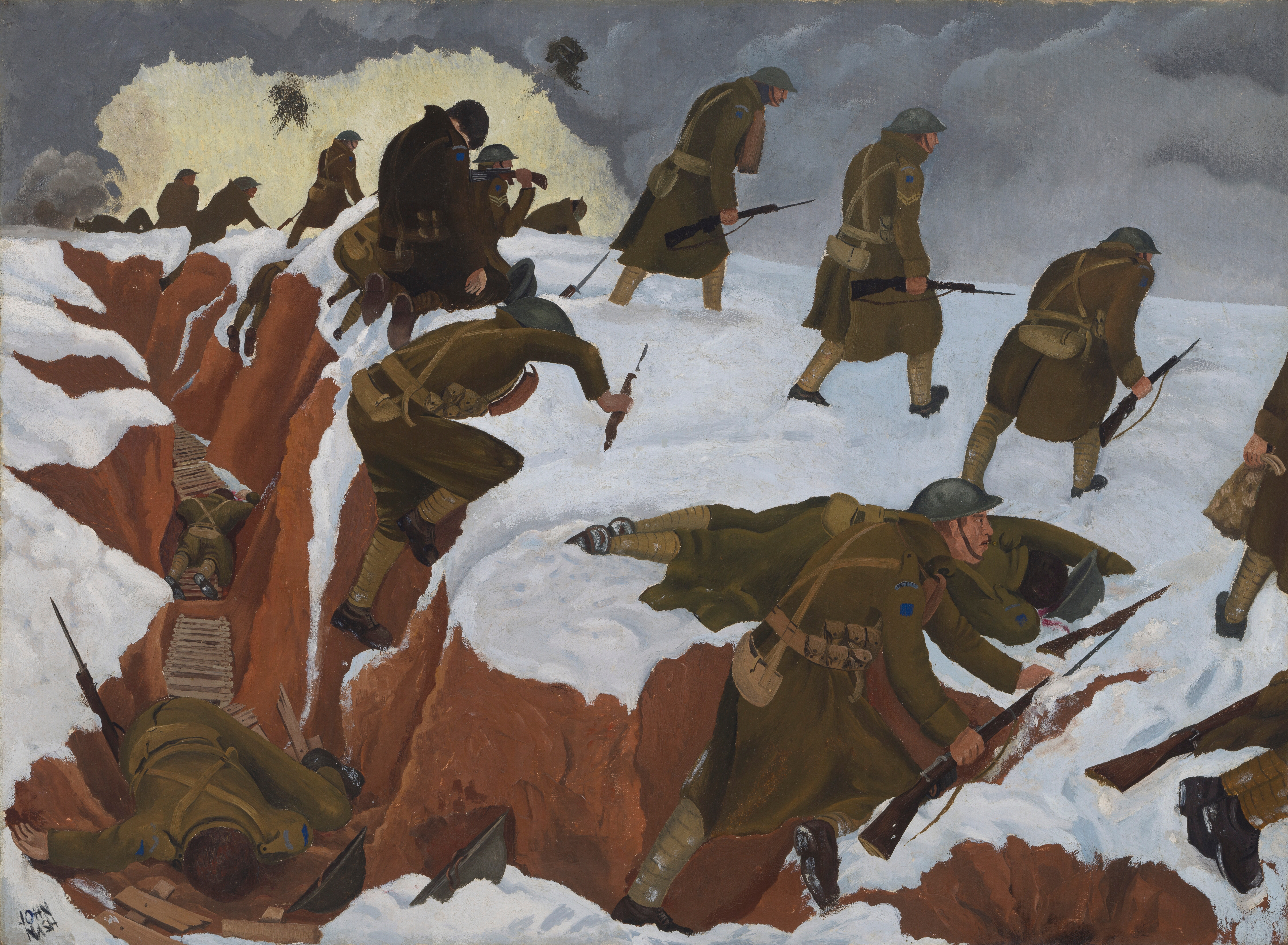
Le 30 décembre 1917, vu par John Nash.

Durant la Guerre de 14-18, à la suite de la bataille de Cambrai, le 1er bataillon du régiment Artists Rifles se lance le 30 décembre 1917 dans la Welsh-Ridge counter-attack après un raid meurtrier des Allemands (qui, vu la neige, avaient attaqué camouflés sous des toiles blanches) sur le saillant de Marcoing ; les Artists seront pratiquement anéantis, mais les Allemands ne peuvent consolider leur avantage.

## Politique et administration

### Administration municipale
La commune comptant entre 1 500 habitants et 2 500 habitants en 2008, le nombre de conseillers municipaux est de 19.
Marcoing est membre de la Communauté d'agglomération de Cambrai, qui comprend 55 communes et 81 739 habitants en 2018.
C'est la 8eme commune la plus peuplée de la communauté d'agglomération après Cambrai, Neuville Saint-Remy, Iwuy, Escaudoeuvres, Proville, Masnières et Raillecourt-Saint-Olle.

### Liste des maires
Maire en 1802-1803 : Ph. Jos. Dufresnoy.

Maire en 1807 : Delabre.
| Période                                  | Période   | Identité           | Étiquette     | Qualité                                                                 |
| ---------------------------------------- | --------- | ------------------ | ------------- | ----------------------------------------------------------------------- |
| 1934                                     | 1944      | Roger Wilmot       |               |                                                                         |
| 1945                                     | 1948      | Marcel Morel       |               |                                                                         |
| 1948                                     | 1965      | Édouard Carré      | Divers Droite |                                                                         |
| 1965                                     | 1977      | Maurice Girard     | Divers        |                                                                         |
| 1977                                     | mai 1985  | Maurice Niguet     | PCF           |                                                                         |
| 1985                                     | mars 2001 | Marguerite Laude   | Apparenté PCF |                                                                         |
| mars 2001                                | mai 2020  | Didier Drieux      | DVD           | Conseiller général du Canton de Marcoing Réélu pour le mandat 2014-2020 |
| mai 2020                                 | En cours  | Jean-Claude Guinet | DVG           |                                                                         |
| Les données manquantes sont à compléter. |           |                    |               |                                                                         |

### Rattachements administratifs et électoraux
Marcoing est située dans l'arrondissement de Cambrai. La commune était le chef-lieu d'un canton, supprimé à la suite du redécoupage cantonal de 2014. Marcoing relève maintenant du canton du Cateau-Cambrésis et est rattachée à la dix-huitième circonscription du Nord.
Marcoing relève du tribunal d'instance de Cambrai, du tribunal de grande instance de Cambrai, de la cour d'appel de Douai, du tribunal pour enfants de Cambrai, du conseil de prud'hommes de Cambrai, du tribunal de commerce de Douai, du tribunal administratif de Lille et de la cour administrative d'appel de Douai.

### Politique environnementale
La protection et la mise en valeur de l'environnement font partie des compétences optionnelles de la communauté d'agglomération de Cambrai à laquelle appartient Marcoing.

## Population et société

### Démographie

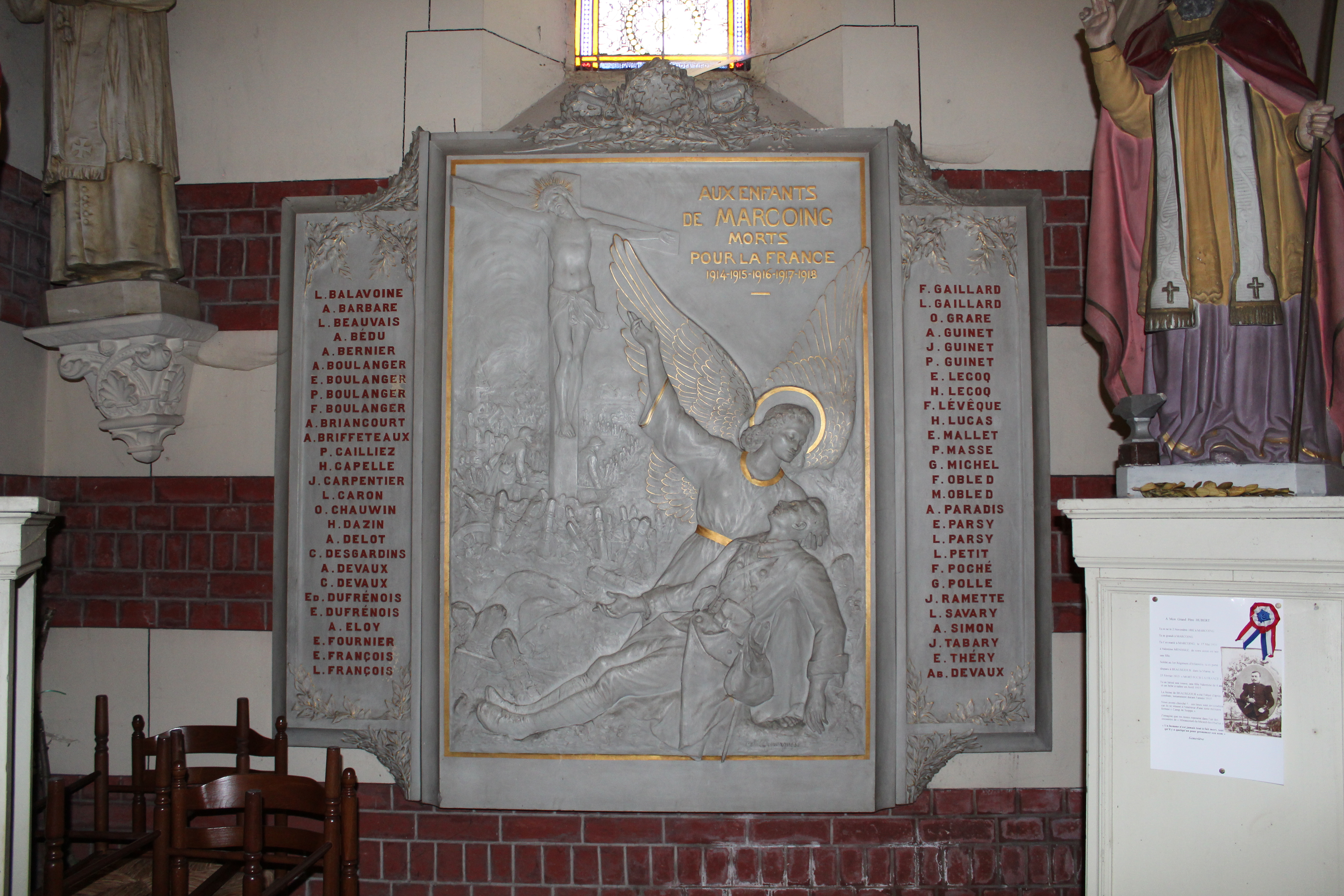
Plaque commémorative dans l'église.

#### Évolution démographique
L'évolution du nombre d'habitants est connue à travers les recensements de la population effectués dans la commune depuis 1793. Pour les communes de moins de 10 000 habitants, une enquête de recensement portant sur toute la population est réalisée tous les cinq ans, les populations de référence des années intermédiaires étant quant à elles estimées par interpolation ou extrapolation. Pour la commune, le premier recensement exhaustif entrant dans le cadre du nouveau dispositif a été réalisé en 2008.

En 2022, la commune comptait 1 865 habitants, en évolution de −0,85 % par rapport à 2016 (Nord : +0,51 %, France hors Mayotte : +2,11 %).
| 1793  | 1800  | 1806  | 1821  | 1831  | 1836  | 1841  | 1846  | 1851  |
| ----- | ----- | ----- | ----- | ----- | ----- | ----- | ----- | ----- |
| 1 100 | 1 175 | 1 240 | 1 260 | 1 508 | 1 490 | 1 631 | 1 709 | 1 608 |

| 1856  | 1861  | 1866  | 1872  | 1876  | 1881  | 1886  | 1891  | 1896  |
| ----- | ----- | ----- | ----- | ----- | ----- | ----- | ----- | ----- |
| 1 658 | 1 811 | 1 782 | 1 851 | 1 948 | 1 936 | 1 915 | 1 959 | 2 001 |

| 1901  | 1906  | 1911  | 1921  | 1926  | 1931  | 1936  | 1946  | 1954  |
| ----- | ----- | ----- | ----- | ----- | ----- | ----- | ----- | ----- |
| 2 063 | 1 928 | 1 934 | 1 770 | 1 907 | 1 929 | 1 846 | 1 742 | 2 006 |

| 1962  | 1968  | 1975  | 1982  | 1990  | 1999  | 2006  | 2008  | 2013  |
| ----- | ----- | ----- | ----- | ----- | ----- | ----- | ----- | ----- |
| 2 128 | 1 839 | 2 015 | 2 132 | 2 104 | 1 932 | 1 873 | 1 856 | 1 857 |

| 2018  | 2022  | - | - | - | - | - | - | - |
| ----- | ----- | - | - | - | - | - | - | - |
| 1 894 | 1 865 | - | - | - | - | - | - | - |

#### Pyramide des âges
La population de la commune est relativement jeune.
En 2018, le taux de personnes d'un âge inférieur à 30 ans s'élève à 35,3 %, soit en dessous de la moyenne départementale (39,5 %). À l'inverse, le taux de personnes d'âge supérieur à 60 ans est de 25,7 % la même année, alors qu'il est de 22,5 % au niveau départemental.
En 2018, la commune comptait 909 hommes pour 985 femmes, soit un taux de 52,01 % de femmes, légèrement supérieur au taux départemental (51,77 %).
Les pyramides des âges de la commune et du département s'établissent comme suit.
| Hommes | Classe d’âge | Femmes |
| ------ | ------------ | ------ |
| 0,3    | 90 ou +      | 1,2    |
| 5,6    | 75-89 ans    | 8,2    |
| 17,1   | 60-74 ans    | 18,7   |
| 20,4   | 45-59 ans    | 19,6   |
| 19,0   | 30-44 ans    | 19,0   |
| 19,3   | 15-29 ans    | 14,6   |
| 18,4   | 0-14 ans     | 18,7   |

| Hommes | Classe d’âge | Femmes |
| ------ | ------------ | ------ |
| 0,5    | 90 ou +      | 1,4    |
| 5,3    | 75-89 ans    | 8,1    |
| 14,8   | 60-74 ans    | 16,2   |
| 19,1   | 45-59 ans    | 18,4   |
| 19,5   | 30-44 ans    | 18,7   |
| 20,7   | 15-29 ans    | 19,1   |
| 20,2   | 0-14 ans     | 18     |

### Enseignement
Marcoing est rattachée à la circonscription de Cambrai-sud de l'inspection académique du Nord dans l'académie de Lille.
La commune gère deux écoles publiques : l'école maternelle Le Châtaignier et l'école élémentaire.
Le collège Jacques-Prévert de Masnières est le plus proche de la commune.

### Cultes

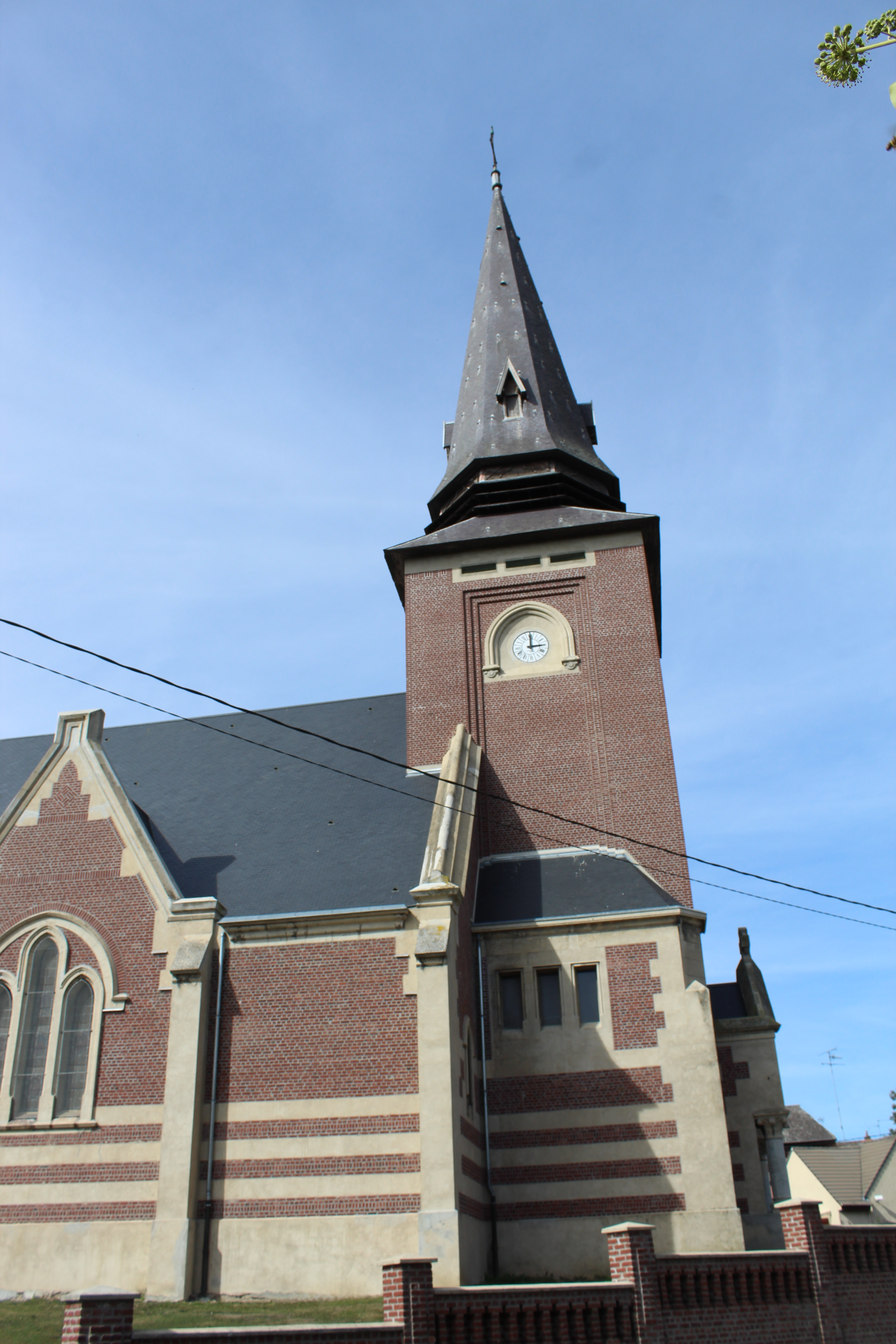
L'église Saint-Pierre.

- Église Saint-Pierre. Cette église dépend de la paroisse « Saint-Paul du Haut-Escaut » rattachée à l'archidiocèse de Cambrai
- Deux chapelles sont présentes dans le village.
- Une messe annuelle est organisée autour du calvaire.

## Économie

### Revenus et fiscalité
En 2011, le revenu fiscal médian par ménage était de 30 112 €, ce qui plaçait Marcoing au 15 632e rang parmi les 31 886 communes de plus de 49 ménages en métropole.

## Culture locale et patrimoine

### Lieux et monuments
- Le château de Talma fut construit en 1664. Appartenant autrefois à la branche des seigneurs de Haynin de Talma, parfois orthographiée Talema, il fut reconverti en ferme au XIXe siècle avant d'être racheté par les amidonneries Hoffman. Il a conservé ses poutres de chêne d'origine mais a perdu sa tour lors d'une reconstruction. Cinq puits artésiens alimentaient une douve aujourd'hui disparue[41]. Converti en sanatorium, fermé en 1994, le château de Talma a été reconverti en logements[42].
- L'église Saint Pierre a été construite (ou reconstruite) en 1763, sur les plans de Richard Antoine-François. La construction du clocher s'est étendue sur un siècle, de 1685 à 1785. Elle fut détruite pendant la Première Guerre mondiale, et reconstruite à partir de 1936. L'église a été restaurée à partir de 2012[43]. Elle est rattachée à la paroisse Saint-Paul du Haut-Escaut du diocèse de Cambrai.
- L'hôtel de ville, de style flamand, date de 1932[42].
- Les deux cimetières militaires britanniques situés sur le territoire de la commune :

### Personnalités liées à la commune
- Gustave Dron, né le 21 octobre 1856 à Marcoing et mort le 17 août 1930 à Tourcoing, est un médecin et homme politique français.
- John Nash (11 avril 1893 – 23 septembre 1977) est un peintre anglais ayant servi dans le régiment des Artists' Rifles. Sa plus célèbre toile, Over the top, montre une contre-attaque à laquelle il prit part le 30 décembre 1917 à Marcoing, dont seuls 12 hommes sur 80 revinrent indemnes.

### Héraldique
|  | Les armes de Marcoing se blasonnent ainsi : "De sable fretté d'argent." |

## Pour approfondir